# 9828 Antimachos
A 9828 Antimachos (ideiglenes jelöléssel 1973 SS) egy kisbolygó a Naprendszerben. Cornelis Johannes van Houten, Ingrid van Houten-Groeneveld és Tom Gehrels fedezte fel 1973. szeptember 19-én.